# Геноцид вірмен
Геноци́д вірме́н (вірм. Հայոց Ցեղասպանություն, трансліт. Hayoc̕ C̕eġaspanowt̕yown; тур. Ermeni Soykırımı / Ermeni Tehciriy), або Вели́кий зло́чин (вірм. Մեծ Եղեռն, трансліт. Mec Yeqern) — геноцид, організований і здійснений 1915 року (на думку деяких джерел, продовжувався до 1923 року) на територіях, які були підконтрольні владі Османської імперії (зокрема, територія Західної Вірменії). Геноцид здійснювали шляхом фізичного знищення й депортації, включно з переміщенням цивільного населення в умовах, що призводять до неминучої смерті. 1915 року понад 1,5 мільйона вірмен були вбиті і піддані тортурам.
Геноцид вірмен проводили в кілька стадій: роззброєння вірменських солдатів, вибіркова депортація вірмен із прикордонних районів, ухвалення закону про висилку, масова депортація та вбивства вірмен. Деякі історики включають до нього вбивства 1890-х років, різанину в Смирні та дії османських військ у Закавказзі 1918 року.
Основними організаторами геноциду вважають лідерів молодотурків Талаат-паша, Джемаль-паша та Енвер-паша і керівника «Особливої організації» Бехаеддін Шакир. Одночасно з геноцидом вірмен в Османській імперії здійснювали геноцид ассирійців і геноцид понтійських греків. Велика частина вірменської діаспори виникла з вірмен-утікачів з Османської імперії.
Геноцид вірмен є другим за вивченістю актом геноциду в історії після Голокосту. У спільній Декларації від 24 травня 1915 року країни-союзниці (Велика Британія, Франція та Росія) вперше в історії визнали масові вбивства вірмен злочином проти людства.

## Історія
Вірмени в Малій Азії історично значно давніший народ, ніж турки-османи. Історичний регіон розселення вірмен з античних часів — широка смуга від озера Севан у горах Кавказу на північному Сході до Середземноморського узбережжя на південному Заході в районі міста Адани (історична область Кілікія, Кілікійська Вірменія).

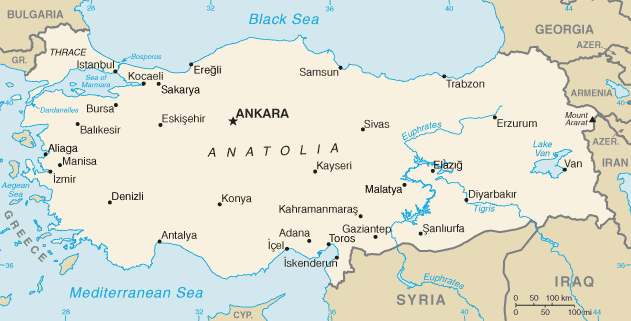
Карта Туреччини (20/21 ст.)

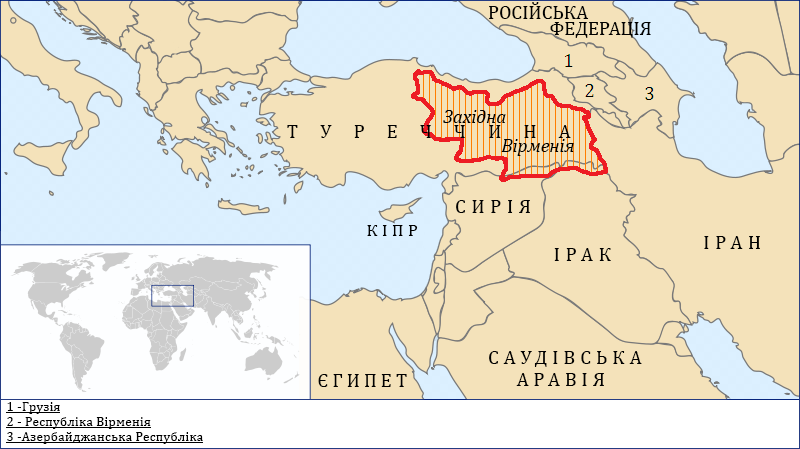
Територія Західної Вірменії. Шість вірменських провінцій Османської імперії: Ван, Ерзурум, Елязиг, Бітліс, Діярбакир, Сівас.

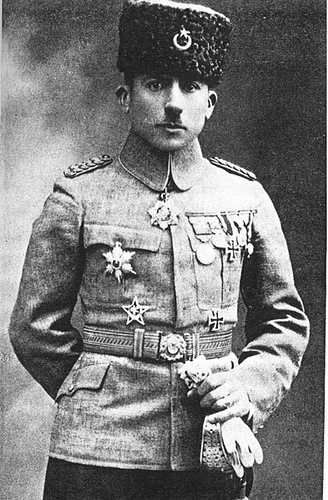
Рафаель де Ноґалес Мендес (1879—1936), венесуельський офіцер, який служив в османській армії, написав доповнений звіт про масові вбивства 1915 року в книзі «Cuatro años bajo la media luna» (Чотири роки під півмісяцем)

Вірмени за релігією — християни з античних часів; турки — мусульмани.
Вірмени на початок XX століття належали до найосвіченіших і найкультурніших соціальних прошарків османського суспільства. Адвокати, архітектори, лікарі, учителі й вчені, а також торгово-промислова буржуазія — тобто «середній клас» Османської імперії — були здебільшого етнічні вірмени.
Османська імперія, яка проіснувала майже 500 років, проводила політику асиміляції народів, що проживають на її території. Окрім вірмен, на території імперії проживали греки, болгари, серби й інші християнські народи.
1908 року владу в імперії захопила партія молодотурків, офіційною ідеологією якої був пантюркізм (теорія «Великого Турану»). Метою пантюркістів було створення тюркської імперії від Балкан до Алтаю.
Вірмени викликали в молодотурків ненависть ще й тим, що населена ними Західна Вірменія відокремлювала суто османські області від Азербайджану й місць проживання інших тюркських племен.
Ідею винищування немусульманських народів Османської імперії, запозичену в османських султанів, молодотурецькі правителі виношували давно. Так, ще в 1895—1896 роках османським султаном була спровокована різанина вірменського населення, у результаті якої були вбиті, за різними підрахунками, від 100 до 200 тисяч вірмен. Лише протести світової громадськости поклали край тій різанині.
Вступ Османської імперії в Першу світову війну в серпні 1914 року дав, на думку молодотурків, «унікальний шанс» для остаточного вирішення «вірменського питання», тобто повного винищення вірмен. За словами одного з організаторів геноциду, Талаат Паші, навіть слово «вірменин» повинне було назавжди канути в Лету.
В умовах запровадженого воєнного стану османський уряд випустив із в'язниць злочинців, засуджених за кримінальними статтями, і бандитів. Одночасно почалася депортація вірменського населення зі східних османських вілаєтів у глиб країни, через сирійську пустелю. Вірмени-військовослужбовці були відраховані з армії, у переважній більшості зібрані в накопичувальних пунктах і розстріляні.
Різанина вірменського населення тривала до вересня 1918 року.
Днем геноциду вірменського населення заведено вважати день 24 квітня 1915 року, коли молодотурецькі правителі, головну роль серед яких грали троє: Талаат-паша, Енвер-паша і Джемаль-паша — наказали зібрати всю вірменську інтелігенцію в Стамбулі й депортувати. Багато хто був цього ж дня вбитий.
Протягом подальших трьох років загинуло понад 1,5 млн вірмен, інші втекли чи були виселені османами в Месопотамію, Ліван, Сирію через пустелі, де більшість із них загинула від голоду й хвороб. Понад 1 млн вірменських біженців було розсіяно в усьому світі.
Подібні дії призвели до того, що декілька наявних серед вірменських біженців партій, попри відмінності, що існували між ними, були єдині в тому, що ніхто з організаторів геноциду не повинен уникнути розплати.
Шаген Наталі (це його псевдонім на честь улюбленої жінки) і Грігор Мерчанов узялися за здійснення помсти. Був складений так званий «чорний список» із 80 імен людей — організаторів вірменської різанини. Почалася підготовча робота — переслідування, збір інформації, добування зброї, після чого здійснили помсту:
- Талаат-пашу застрелив Соґомон Тейлірян у Берліні 16 березня 1921 року (берлінський суд його повністю виправдав);[10]
- Енвер-пашу убили 1922 року в Туркестані червоні командири Акоп (Яків) Мелкумов і Георгій Агабеков;
- Джемаль-пашу убили 25 червня 1922 року в Тифлісі: акт розплати провели Степан Цахикян і Петрос Тер-Погосян;
- Саїд Халим-пашу (експрем'єра Туреччини) убив 6 грудня 1921 року в Римі Аршавір Ширакян;
- Шекир-бея, головного ідеолога Іттіхада, убили 17 квітня 1922 року Арам Єрканян і Аршавір Ширакян.

Усього за три роки вбили близько 80 організаторів геноциду та кілька тисяч учасників геноциду нижчого рангу.

## Визнання

Мапа геноциду

Геноцид вірмен визнаний і засуджений багатьма країнами світу й упливовими міжнародними організаціями. Першим геноцид вірмен офіційно визнав і засудив Уругвай (1965). 1984 року Міжнародний кримінальний суд, у 1987 — Європейський Союз  та підкомісія ООН із запобігання дискримінації та захисту меншин. Геноцид вірмен офіційно визнали й засудили США, Канада, Франція, Італія, Німеччина, Бельгія, Швеція, Нідерланди, Швейцарія, Аргентина, Бразилія, Чилі, Росія, Польща, Греція, Кіпр, Словаччина й низка інших держав. У деяких країнах ЄС за заперечення історичного факту геноциду вірмен запроваджена кримінальна відповідальність (до 4 років позбавлення волі).
49 із 50 штатів США (крім Міссісіпі) офіційно оголосили 24 квітня Днем пам'яти жертв геноциду вірменського народу. 12 грудня 2019 року Сенат США ухвалив резолюцію, яка визнає масові вбивства вірмен турками-османами геноцидом. 21 квітня 2021 року президент США Джо Байден також заявив, що готовий офіційно визнати події 1915 року геноцидом, відповідна заява очікується 24 квітня.
13 жовтня 2006 нижня палата парламенту Франції ухвалила законопроєкт щодо геноциду вірмен. У цьому документі їх визнають жертвами масових убивств, улаштованих Османською імперією під час Першої світової війни. Усі, хто заперечуватиме факт геноциду, сплачуватимуть €45 000 штрафу й сидітиме у в'язниці протягом 5 років, — так вирішила Національна Асамблея. Для набуття чинности законопроєкт мають затвердити верхня палата французького парламенту — Сенат — і президент країни Жак Ширак. 5 лютого 2019 року президент Франції Емманюель Макрон оголосив, що щорічно 24 квітня Франція відзначатиме День пам'яти жертв геноциду вірмен.
Визнання геноциду вірмен є обов'язковою умовою для вступу Туреччини в ЄС.
24 квітня 2021 року президент США Джо Байден публічно визнав масові вбивства 1915 року геноцидом. У відповідь на це президент Туреччини Ердоган заявив, що шанує пам'ять загиблих вірмен та що деякі діячі намагаються політизувати це питання.

### Україна
Усупереч визнанню геноциду в регіонах, через небажання псувати стосунки з Туреччиною і Азербайджаном, Україна відмовилася офіційно визнавати геноцид.
Але, всупереч відсутності офіційного визнання, в Україні проводиться безліч заходів, які направлені на поширення теми геноциду. 2017 року Спілка вірмен України зробила короткометражний фільм «Дякуємо за шанс розквітнути знову. Вірмени», який щороку транслюють на центральних українських телеканалах як соціальну рекламу..
Також щороку до 24 квітня Спілка вірмен України й регіональні вірменські громади проводять кінопокази, наукові конференції, концерти, масові заходи тощо.

### Країни

Мапа країн, які офіційно визнали різанину вірмен геноцидом. Світло-зеленим позначені країни, у яких геноцид визнано на рівні окремих регіонів

Суверенні країни, що офіційно визнали геноцид вірмен:
- Австрія[21]
- Аргентина (2 закони[22][23] та 3 резолюції[24][25][26][27])
- Бельгія[28]
- Болгарія[29]
- Болівія[30][31]
- Бразилія[32]
- Ватикан[25][33]
- Венесуела[34]
- Вірменія[35]
- Греція[25][36][37][38]
- Італія[25][36]
- Канада (1996,[39] 2002,[40] 2004[36][41])
- Кіпр[25][42]
- Литва[43]
- Ліван[25][44]
- Люксембург[45]
- Нідерланди[46]
- Німеччина[47]
- Парагвай[48]
- Польща[36][49]
- Росія[25][50]
- Сирія[51]
- Словаччина[52]
- США[53]
- Уругвай (1965,[25][54] 2004[55])
- Франція (Парламентський акт 2001року[56][57][58][59][60][61])
- Чехія[62]
- Чилі[63]
- Швейцарія[64]
- Швеція[25][36][65]

### Регіони
Регіони й провінції, що визнали Геноцид вірмен:
- Квебек, Канада: спершу в 2001 провінція Квебек незалежно від свого федерального уряду, а потім і, власне, уряд Канади в 2004 році визнали Вірменський геноцид.[36][66][67]
- Країна Басків, Іспанія та  Каталонія, Іспанія: парламенти двох регіонів визнали Геноцид вірмен.[68][69]
- Україна:
  -  АР Крим, Верховна Рада АРК визнала Вірменський геноцид.[70]
  - Черкаська область[71]
  - Полтавська область[72]
  - Запорізька область[73].
- Новий Південний Уельс, Австралія: у 2007 Парламент штату Нового Південного Уельсу ухвалив акт засудження геноциду й запропонував Федеральному уряду Австралії зробити те саме.[74]
- Південна Австралія, Австралія: у березні 2009 Парламент Південної Австралії ухвалив подібний акт.[75]
- Північна Ірландія[76]
- США: 49[77] із 50 штатів США визнали Геноцид вірмен. Палата представників Конгресу[78] й Сенат.[79]
- Уельс[80]
- Шотландія[81]

## Відображення геноциду в мистецтві

### Меморіальний комплекс «Цицернакаберд»

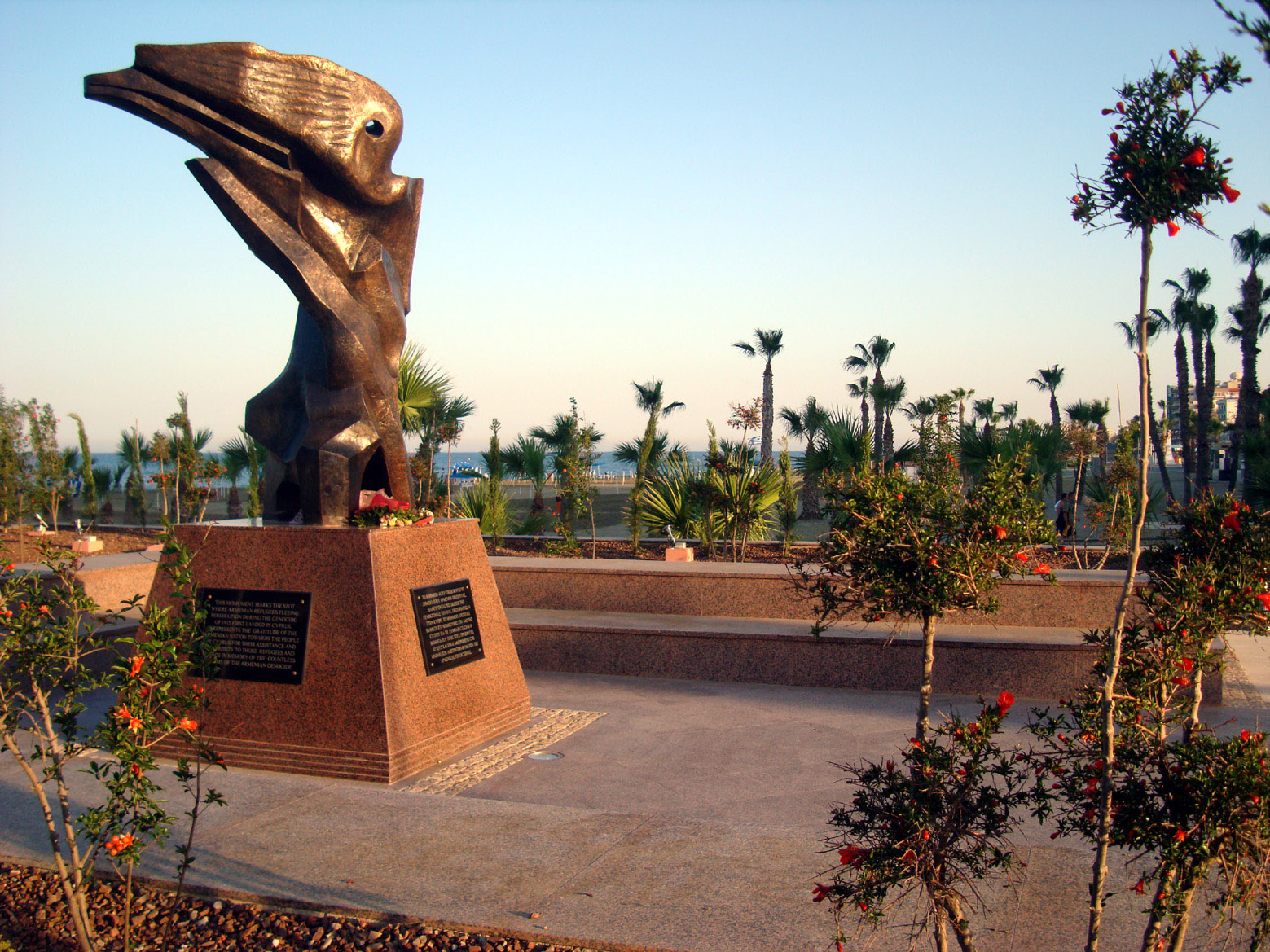
Монумент Вірменського геноциду в Ларнаці, Кіпр. Кіпр є однією з перших країн, які визнали геноцид

У 1965 році, у 50-і роковини геноциду, у Вірменії виникла ідея створення меморіалу. За два роки в Єревані, на пагорбі Цицернакаберд, що підноситься над ущелиною річки Раздан, була завершена споруда меморіального комплексу (архітектори С. Калашян и В. Хачатрян). 44-метрова стела символізує відродження вірменського народу. 12 плит, символізуючи собою 12 утрачених провінцій, що входять із 1923 року, за Лозанським мирним договором, до складу Туреччини, утворюють конус, у центрі якого, на глибині 1,5 метрів горить вічний вогонь. Поряд зі стелою знаходиться стометрова стіна з назвами міст і сіл, у яких відбувалася різанина.
У 1995 році в іншому кінці парку був відкритий музей геноциду (архітектори Калашян і Мкртчян), присвячений цим жахливим подіям. У музеї представлені деякі фото, зроблені німецькими фотографами (зокрема Арміном Вегнером), а також їхні публікації. Недалеко від музею знаходиться алея, де іноземні державні діячі садять дерева на згадку про жертви геноциду.
Щороку 24 квітня, у день пам'яти жертв геноциду вірмен, сотні тисяч людей піднімаються на горб до меморіального комплексу й покладають квіти (зазвичай гвоздики й тюльпани) до вічного вогню. Завдяки зусиллям вірменських діаспор в усьому світі побудовано безліч пам'ятників жертвам геноциду.

### Музика, література, кінематограф

Стилізоване зображення незабудки — символ геноциду вірмен у Туреччині з 2015 року

Музиканти відомої американської ню-метал-групи System of a Down, що є вірменами за походженням, часто торкаються тематики геноциду вірмен. Щороку група здійснює концертний тур «Souls» («Душі») для залучення уваги до тематики геноциду. У свій дебютний альбом група включила пісню про геноцид вірмен — «P.L.U.C.K.» («Політично нечестиві, брехливі, боязкі вбивці»). У тексті буклету диска написано: «SOAD присвячує цю пісню пам'яті півтора мільйонів жертв геноциду вірмен, що проводився турецьким урядом із 1915 до середини 1920-х». Деякі інші пісні, зокрема «X» (Toxicity) і «Holy Mountains» («Святі Гори» Hypnotize), також присвячені темі геноциду вірмен.
Темі геноциду присвячена й пісня «Yes it's genocyde» із сольного альбому «Imperfect harmonies» вокаліста System of a Down Сержа Танкяна.
Американський композитор і співак Денієл Деккер був критикований за співпрацю з вірменським композитором Арою Геворгяном. Пісня «Адана», названа іменем міста, вірменське населення якого було вирізане одним із перших, оповідає історію геноциду вірмен. Музику на слова Деккера написав Ара Геворгян. Провідний релігійний журнал і вебсервер-портал Європи «Cross Rhythms» написав про «Адану» наступне: «Дуже рідко гіркота незліченних страждань виливається в такий дивовижний твір». Денієл Деккер був офіційно запрошений вірменським урядом, для виконання цієї пісні 24 квітня 2005 в Єревані, на концерті, присвяченому заходам із нагоди 90-х роковин геноциду вірмен. У наш час[коли?] «Адана» перекладена й записана 17 мовами.
Тема геноциду вірмен також має своє відображення в кінематографі й літературі. Цій темі присвячений фільм Атома Егояна «Арарат» (2002). Відомі італійські режисери, Вітторіо й Паоло Тавіані, планують зняти фільм про Геноцид за книгою Антонії Арслан «La Masseria Delle Allodole» («Ферма жайворонків»). Першим фільмом про геноцид вірмен є картина «Ravished Armenia» («Зґвалтована Вірменія») (1919), але, на жаль, до наших днів від неї зберігся лише 15-хвилинний уривок.
Найвідоміший літературний твір на тему геноциду вірмен — роман Франца Верфеля «Сорок днів Муса-Дага», виданий у 1933 й згодом відмічений нацистською владою як «небажаний». Книга стала бестселером, а голлівудська студія MGM вирішила зняти фільм за цією книгою, але здійсненню даної ідеї двічі перешкодила Туреччина. Знімання фільму підійшло до кінця в 1982 році, попри нападки з боку турецького уряду, проте його художня цінність сумнівна. Курт Воннегут у 1988 написав вигадану історію «Синя Борода», у якій геноцид вірмен також є головною темою. Луї де Берн'є використовує місце й час геноциду вірмен як тло в його новелі «Птаха без крил», яку деякі критики вважають швидше протурецькою. Ще одна книга, у якій також зачіпається тематика геноциду вірмен, — «Das Marchen vom letzten Gedanken» («Історія останньої думки») Едгара Хилсенрата, видана в 1989. Річард Каліновські поставив п'єсу «Тварина на місяці», яка оповідає про двох людей, що пережили геноцид вірмен.
У 1991 вийшов напівавтобіографічний фільм французького сценариста та режисера вірменського походження Анрі Вернея під назвою Мама (Mayrig).
У 2016 році був знятий фільм «Обіцянка», події якого відбуваються на фоні геноциду вірмен.

## Фотохроніка

Вірменські біженці
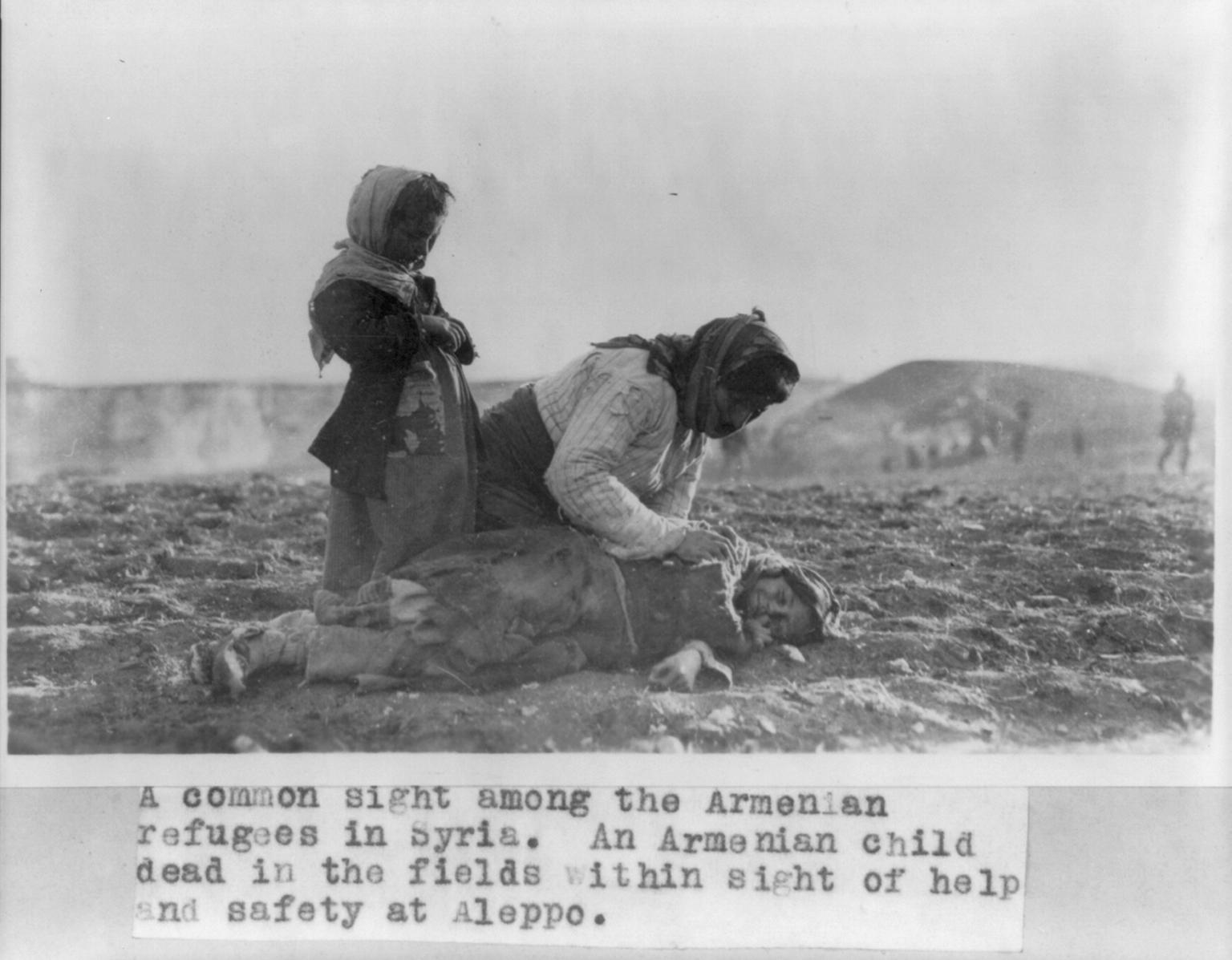
Вірменська жінка схилилися над мертвою дитиною неподалік «підмоги й безпеки в Халебі»
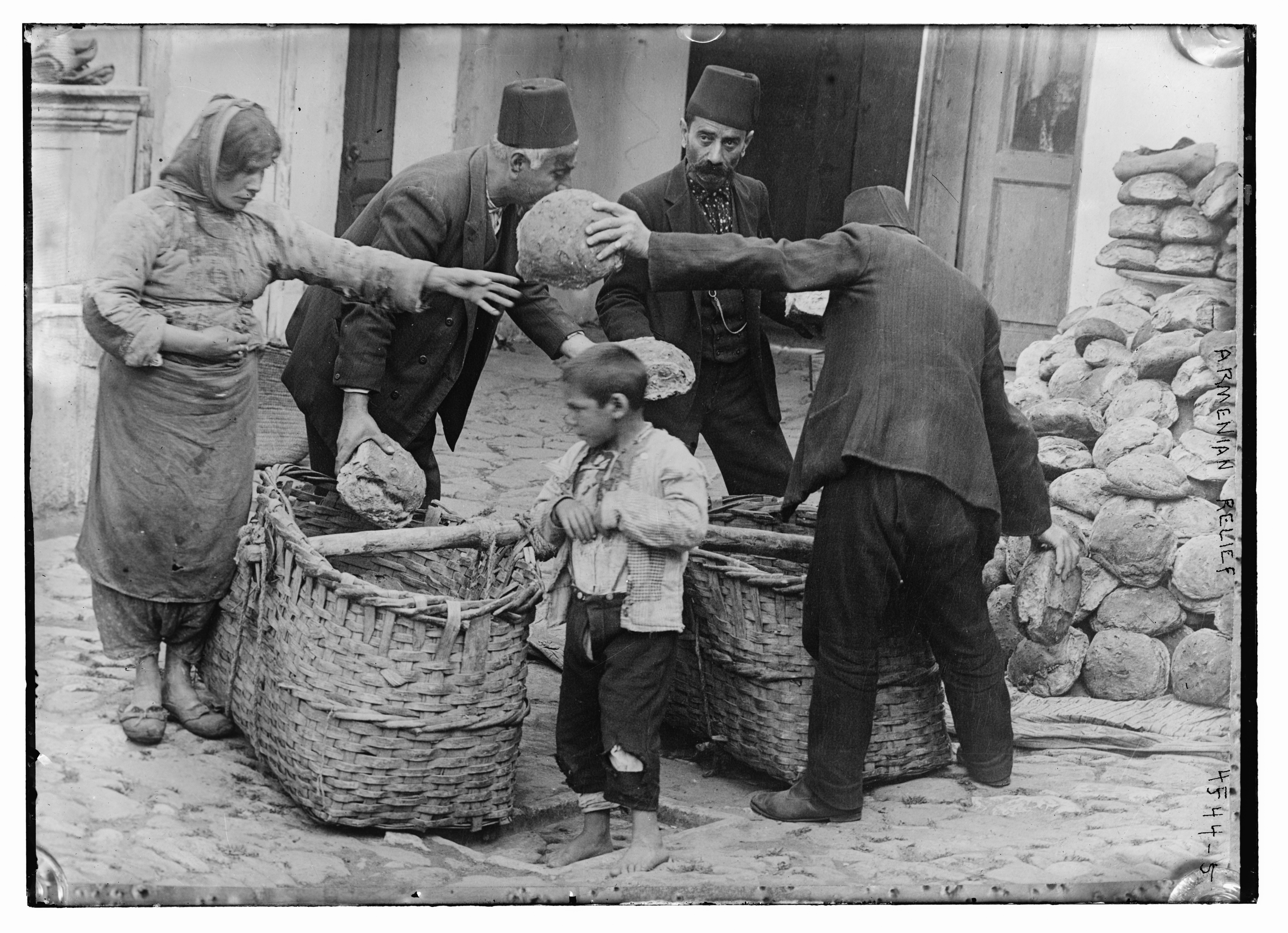
Харчова допомога
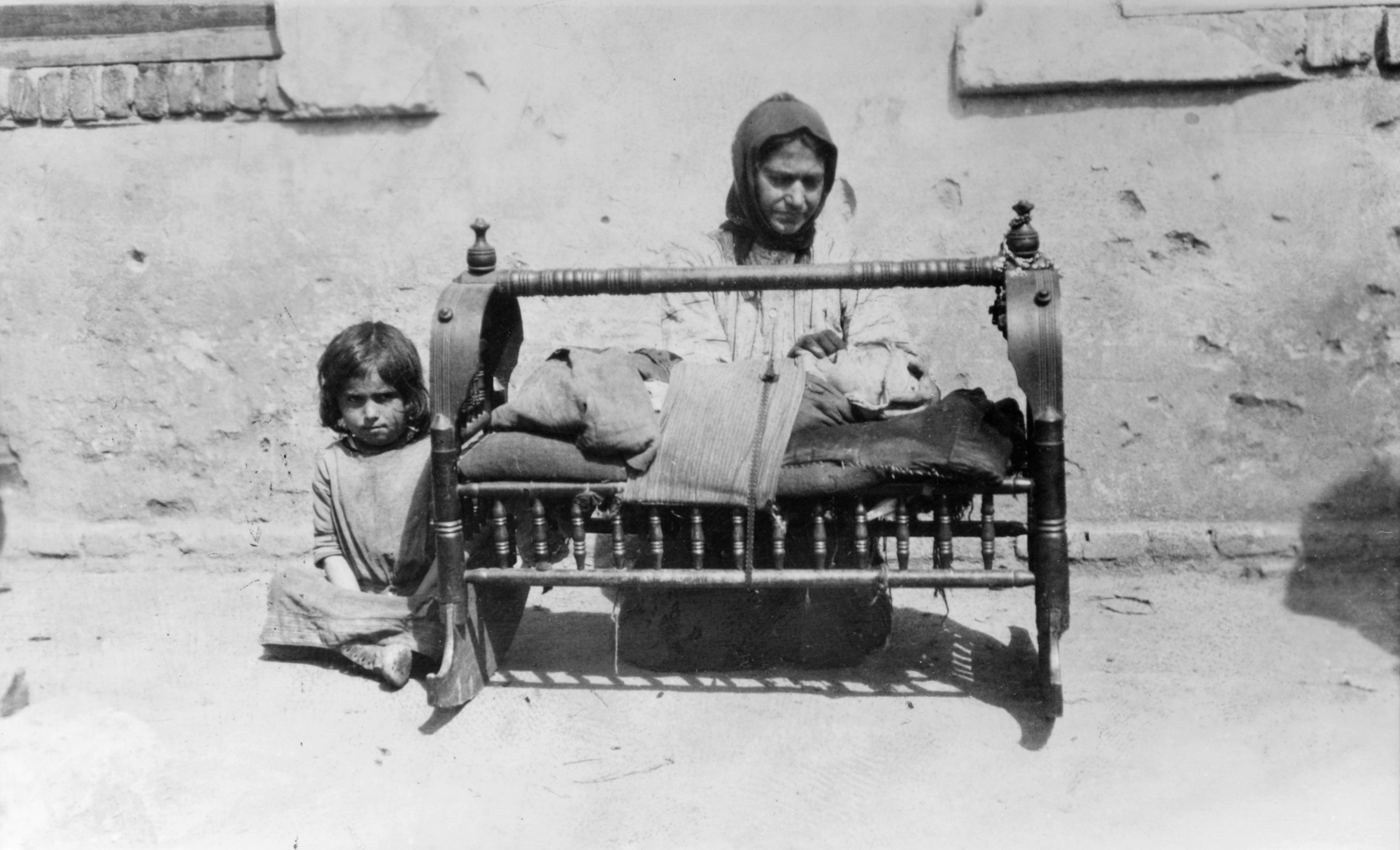
Жінка з немовлям
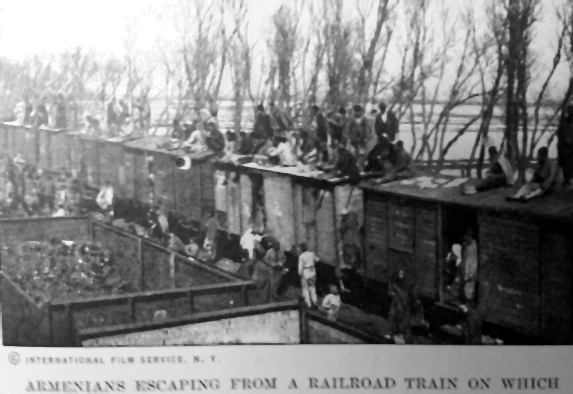
Перевезення вірмен
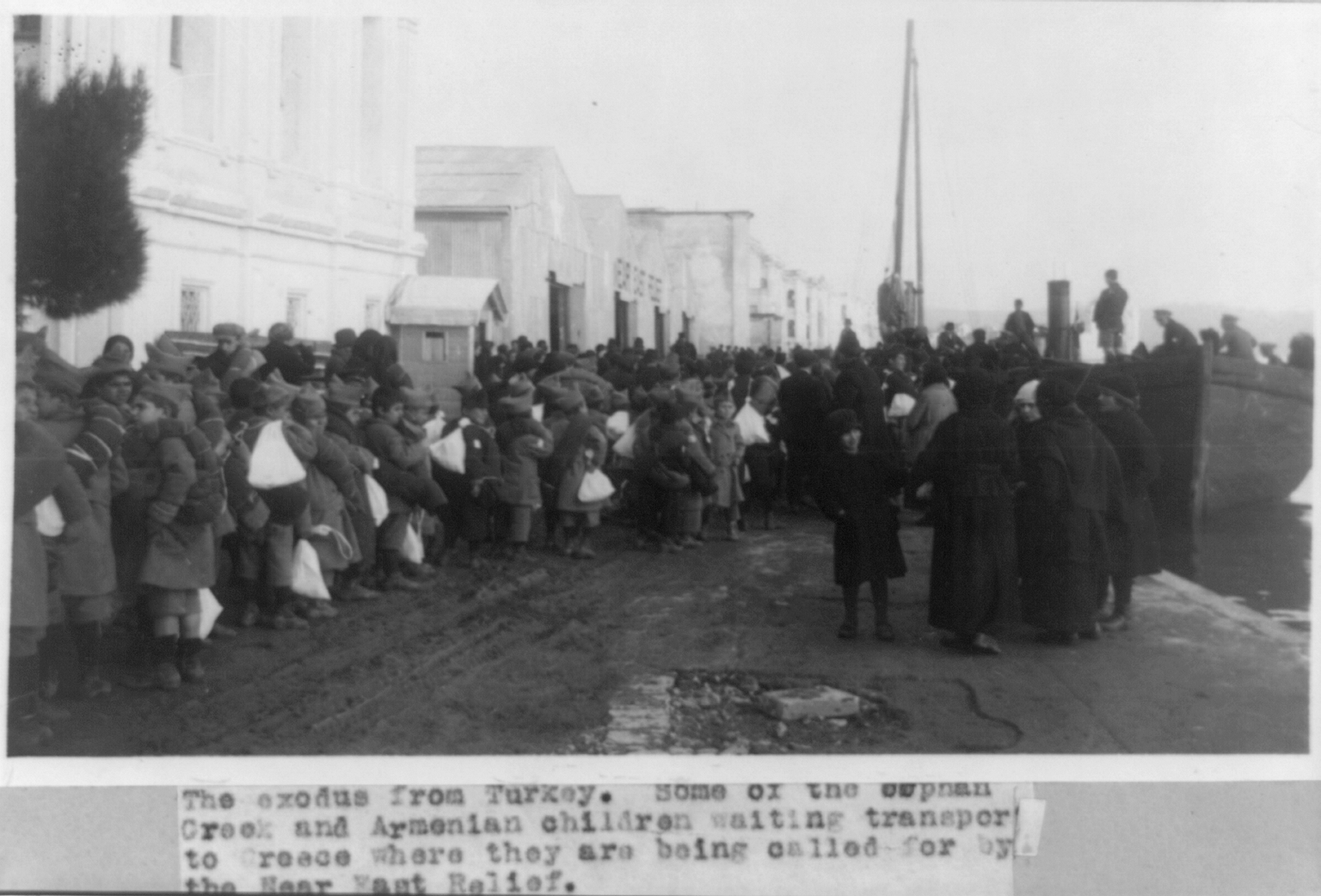
Перевезення в Грецію
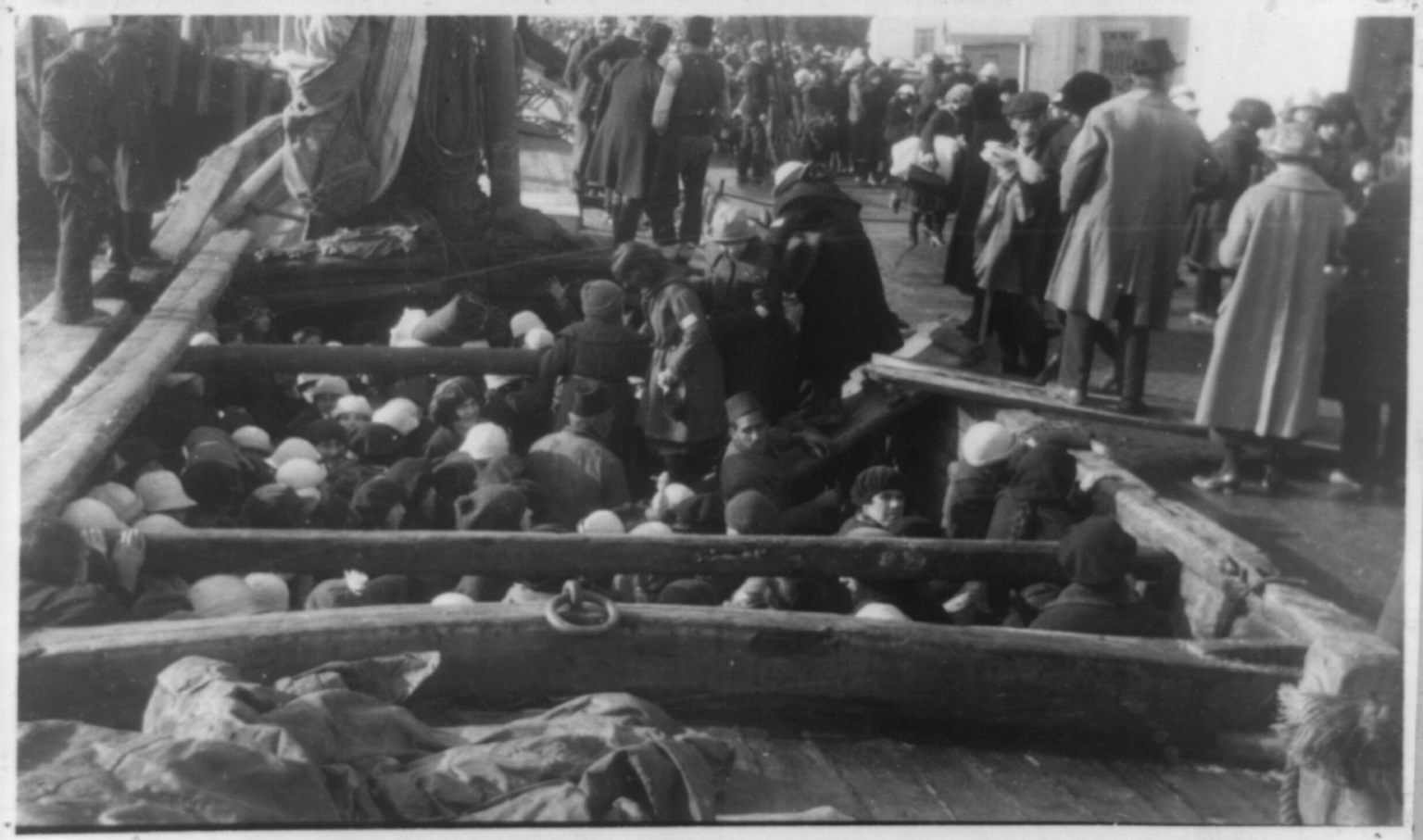
Перевезення в Грецію
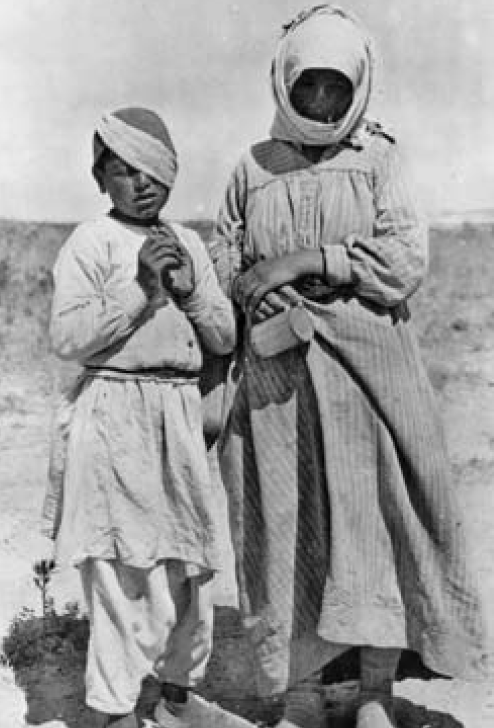
Біженка зі своїм сином
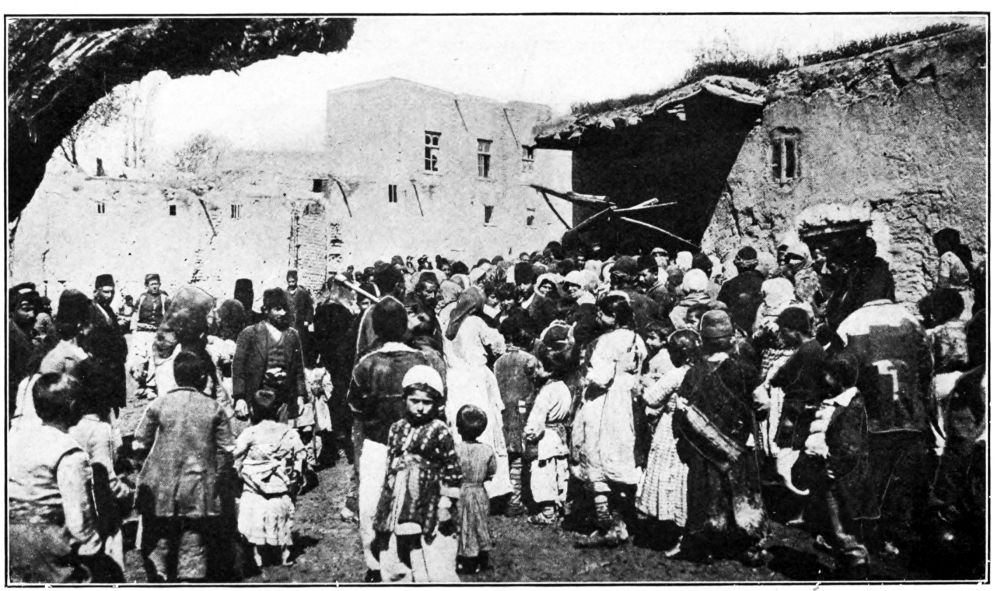
Біженці у Вані навколо громадської печі з надією отримати хліб
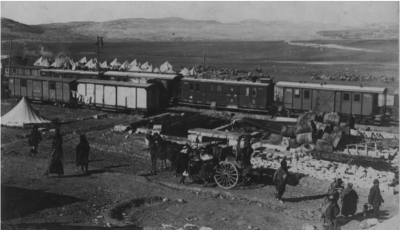
Палати в Халебі
Вірменські біженці крокують через Сирійську пустелю — відоме фото німецького лікаря Арміна ВеґнераВірменські біженці крокують через Сирійську пустелю — відоме фото німецького лікаря Арміна Веґнера
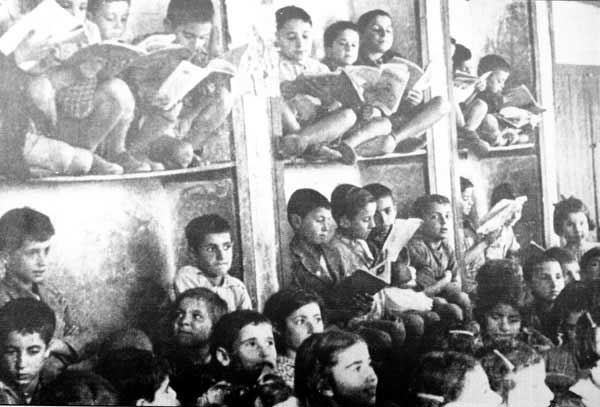
Халеб, Сирія
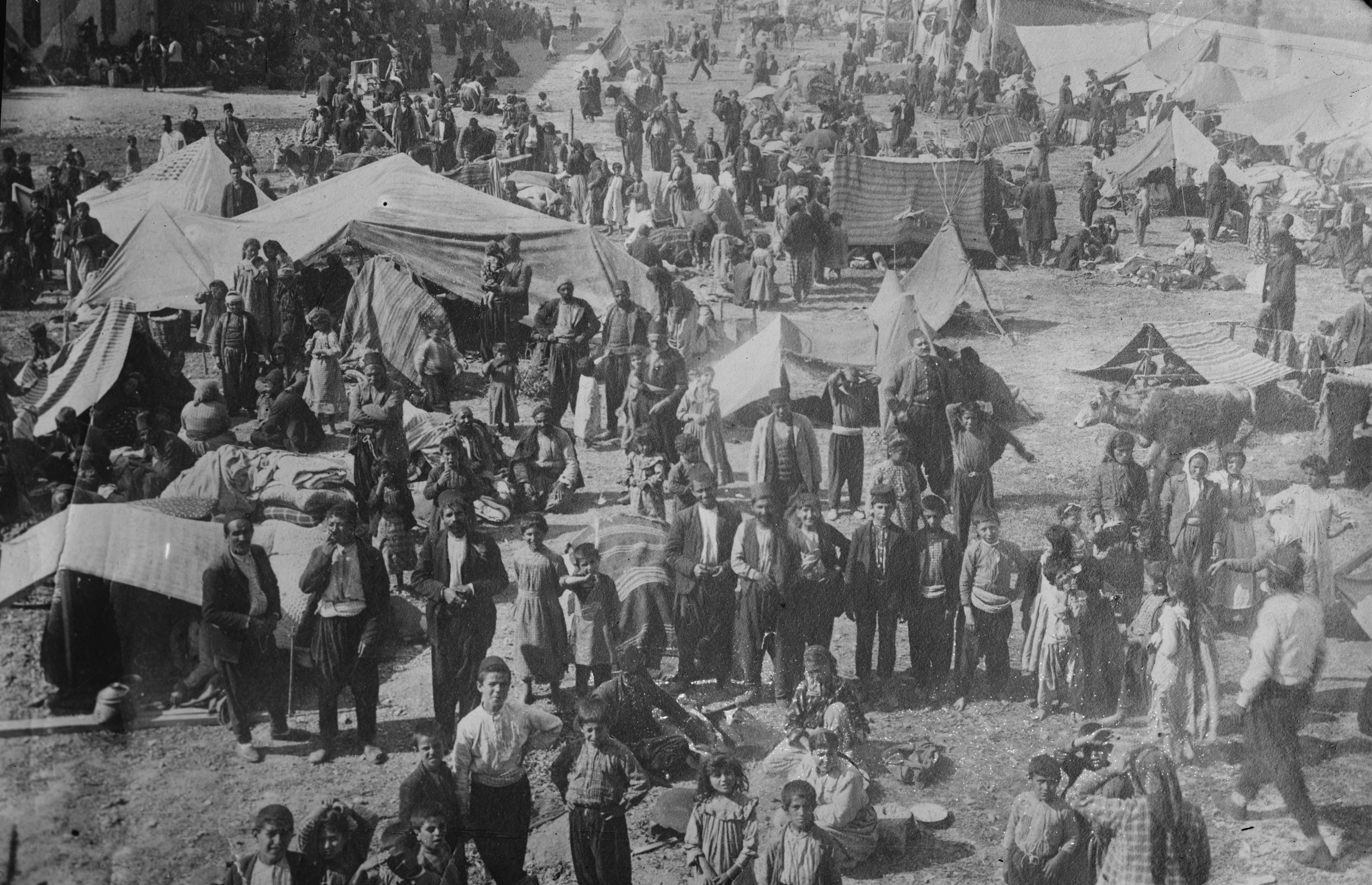
Сирія
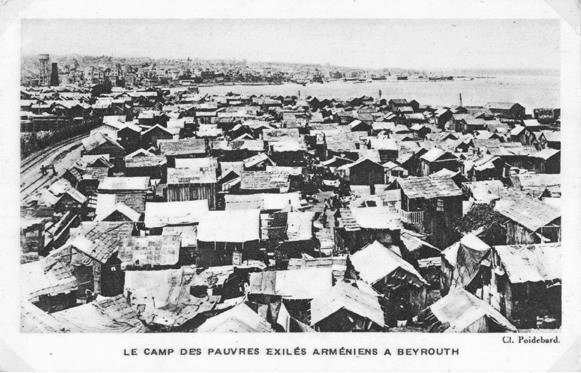
Бейрут
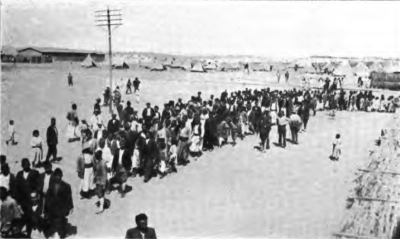
Порт-Саїд, Єгипет
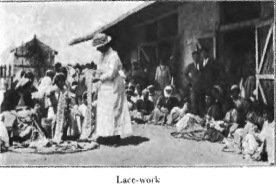
Бітліс
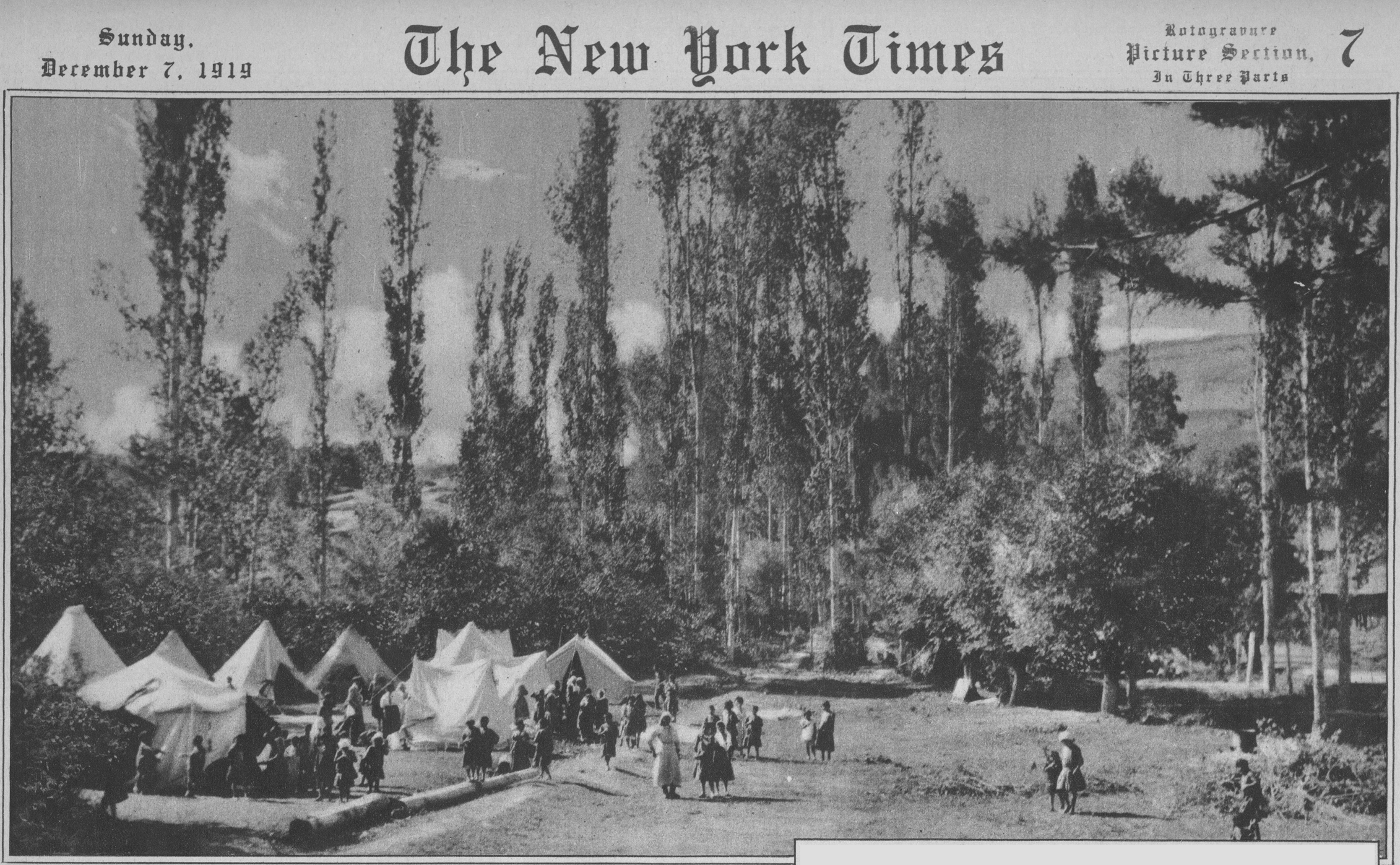
Сівас
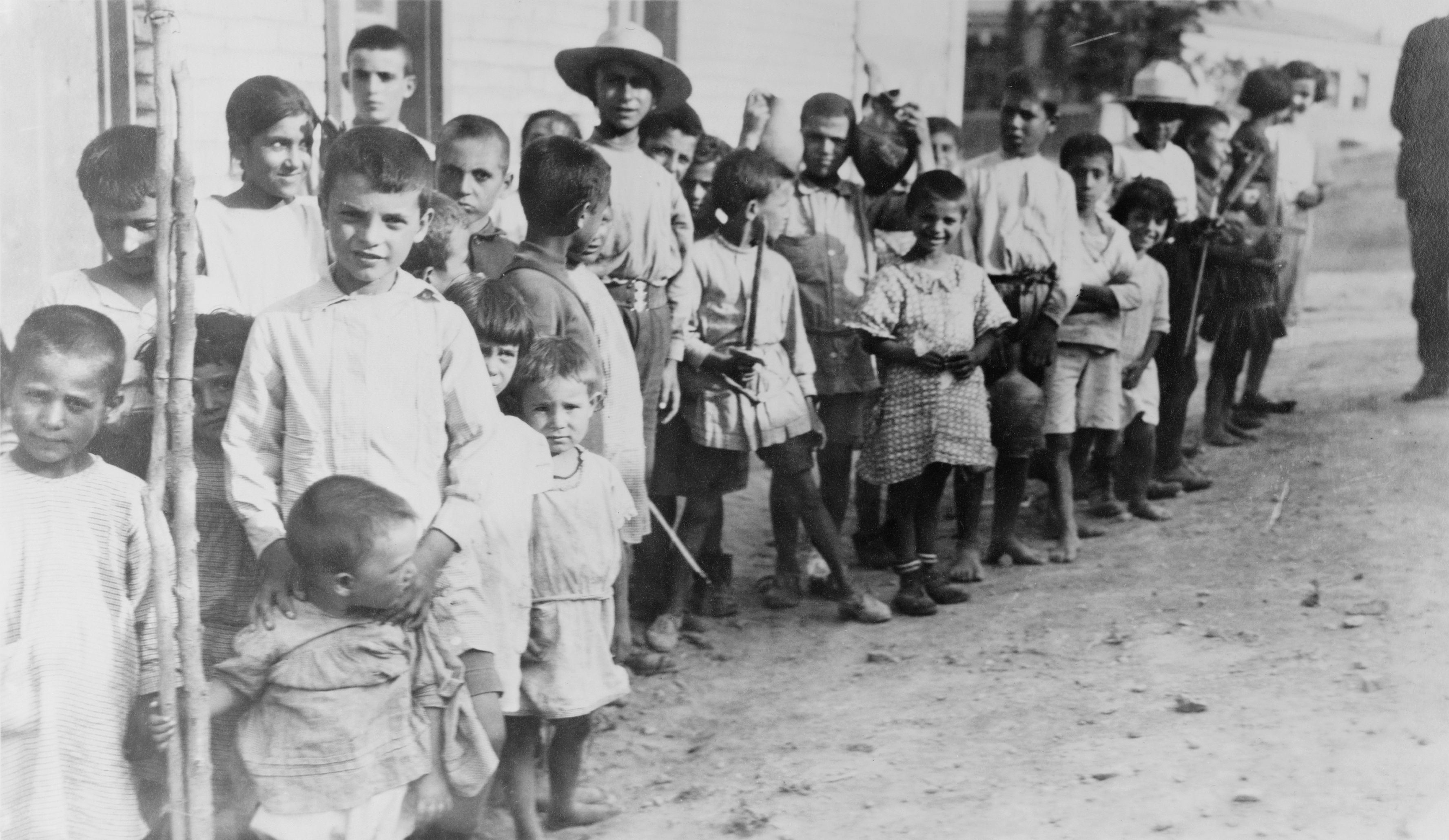
Вірменські діти-біженці під Афінами після Греко-турецького обміну населенням, 1923
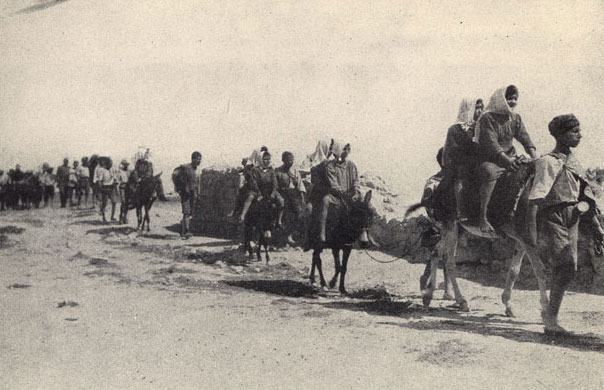
Near East Relief: 5000 дітей із Карпуту в дорозі на віслюках і пішки
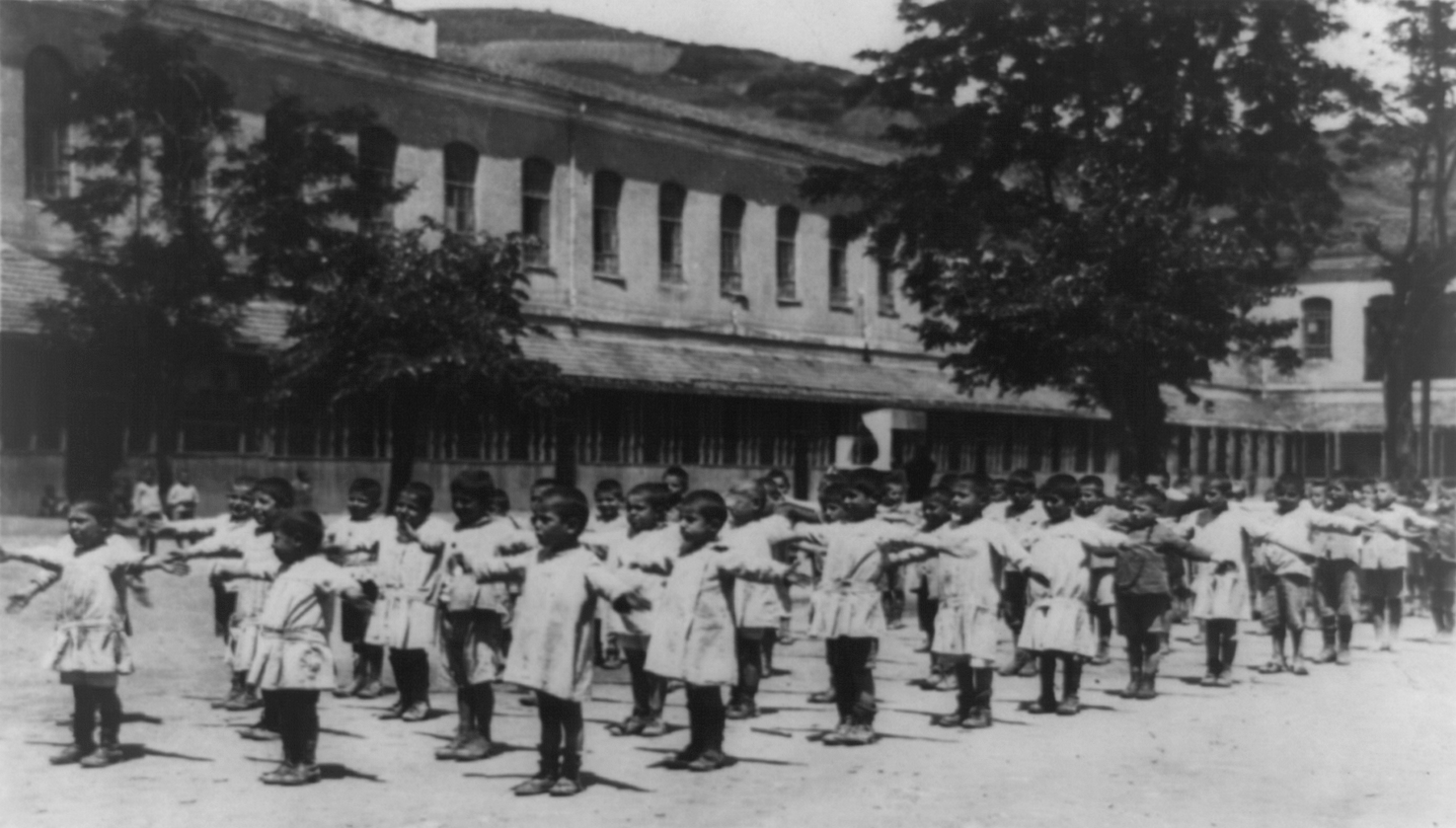
Near East Relief : типова сцена з перебування біженців у Сирії

## Виноски
1. ↑  Suny, 2015, с. 245, 330.
2. ↑  Bijak та Lubman, 2016, с. 39.
3. ↑  Morris та Ze'evi, 2019, с. 1.
4. 1 2  
Israel W. Charny. Encyclopedia of genocide. — Santa Barbara, California : ABC-CLIO, 1999. — Vol. 1. — P. 161. — ISBN 0874369282, ISBN 978-0-87436-928-1.
Israel W. Charny. Encyclopedia of genocide. — Santa Barbara, California — Vol. 1. — P. 161.
5. ↑  
Samuel Totten, Paul Robert Bartrop, Steven L. Jacobs. Dictionary of Genocide. — Greenwood Press, 2008. — P. 19. — ISBN 0-31332-967-2, ISBN 978-0-313-32967-8.
6. ↑   [Архівовано 3 грудня 2013 у Wayback Machine.]

Невиправданим злочином, що було скоєно османами. Вбивство 1,5 мільйона невинних вірмен.

Международная ассоциация учёных по исследованию геноцида], 1997:That this assembly of the Association of Genocide Scholars in its conference held in Montreal, June 11—13, 1997, reaffirms that the mass murder of Armenians in Turkey in 1915 is a case of genocide which conforms to the statutes of the United Nations Convention on the Prevention and Punishment of Genocide. It further condemns the denial of the Armenian Genocide by the Turkish government and its official and unofficial agents and supporters.
7. ↑  Alan L. Berger. Bearing witness to the Holocaust, p. 55:Indeed, following the shock of the Holocaust, we have become aware of mass destruction that preceded and followed the Second World War. One thinks, for example, of the Armenian genocide of 1915—1923, of the Stalinist Gulag, Burundi, Biafra, Indonesia, Sudan, Ethiopia, and of the Cabodian «autogenocide».
8. ↑  Rummel, RJ (1 квітня 1998), The Holocaust in Comparative and Historical Perspective, The Journal of Social Issues, 3 (2)
9. ↑  Akçam, Taner (2012). The Young Turks' Crime against Humanity: The Armenian Genocide and Ethnic Cleansing in the Ottoman Empire. Princeton University Press. с. 312—15. ISBN 978-0-691-15333-9.
10. ↑  Армін Вегнер, Судовий процес Талаат-паші. Архів оригіналу за 4 червня 2019. Процитовано 13 жовтня 2006.
11. ↑  Байден готовий визнати геноцид вірмен. www.ukrinform.ua (укр.). Архів оригіналу за 22 квітня 2021. Процитовано 22 квітня 2021.
12. ↑  Mauldin, William (21 квітня 2021). Biden Poised to Recognize Massacres of Armenians as Genocide, Officials Say. Wall Street Journal (амер.). ISSN 0099-9660. Архів оригіналу за 22 квітня 2021. Процитовано 22 квітня 2021.
13. ↑  Во Франции 24 апреля будет отмечаться как День памяти жертв геноцида армян. Архів оригіналу за 4 травня 2021. Процитовано 10 червня 2022.
14. ↑  Statement by President Joe Biden on Armenian Remembrance Day. The White House (амер.). 24 квітня 2021. Архів оригіналу за 24 квітня 2021. Процитовано 24 квітня 2021.
15. ↑  Байден визнав геноцид вірмен: офіційна заява. РБК-Украина (рос.). Архів оригіналу за 24 квітня 2021. Процитовано 24 квітня 2021.
16. ↑  Ердоган зробив заяву після визнання Байденом геноциду вірмен. РБК-Украина (рос.). Архів оригіналу за 24 квітня 2021. Процитовано 24 квітня 2021.
17. ↑  Геноцид вірмен — перший масовий злочин проти людяності ХХ століття. Архів оригіналу за 25 квітня 2017. Процитовано 24 квітня 2017.
18. ↑  Чому Україна не визнала вірменську трагедію геноцидом. Архів оригіналу за 25 квітня 2017. Процитовано 24 квітня 2017.
19. ↑  Bagdasaryan, Levon (23 березня 2018). Соціальний ролик СВУ “Дякуємо за шанс розквітнути знову. Вірмени” - в Каннах. Союз армян Украины - официальный сайт (укр.). Архів оригіналу за 19 вересня 2020. Процитовано 16 березня 2020.
20. ↑  Bagdasaryan, Levon (25 квітня 2019). Вірмени України вшанували пам'ять жертв Геноциду 1915 року. Союз армян Украины - официальный сайт (укр.). Архів оригіналу за 20 вересня 2020. Процитовано 16 березня 2020.
21. ↑  Austria Parliament Statement, April 24, 2015 [Архівовано 15 липня 2015 у Wayback Machine.],
22. ↑  Argentina Law, March 18, 2004 [Архівовано 2 квітня 2009 у Wayback Machine.], Armenian National Institute, Inc. [Архівовано 19 вересня 2017 у Wayback Machine.]
23. ↑  Argentina Law, January 15, 2007. Архів оригіналу за 29 травня 2017. Процитовано 31 жовтня 2010.
24. ↑  Argentina Senate Resolution, May 5, 1993 [Архівовано 2 квітня 2009 у Wayback Machine.], Armenian National Institute, Inc. [Архівовано 19 вересня 2017 у Wayback Machine.]
25. 1 2 3 4 5 6 7 8 9  Karagueuzian, Hrayr; Auron, Yair (2009). A Perfect Injustice: Genocide and Theft of Armenian Wealth. Transaction Publishers. с. 13—14. ISBN 978-1-4128-1001-2.
26. ↑  Argentina Senate Resolution, April 20, 2005 [Архівовано 2 квітня 2009 у Wayback Machine.], Armenian National Institute, Inc. [Архівовано 19 вересня 2017 у Wayback Machine.]
27. ↑  Argentina Senate Resolution, August 20, 2003 [Архівовано 2 квітня 2009 у Wayback Machine.], Armenian National Institute, Inc. [Архівовано 19 вересня 2017 у Wayback Machine.]
28. ↑  Belgium Senate Resolution, March 26, 1998 [Архівовано 26 червня 2015 у Wayback Machine.], Armenian National Institute, Inc. [Архівовано 19 вересня 2017 у Wayback Machine.]
29. ↑  Bulgaria National Assembly, April 24, 2015 [Архівовано 6 червня 2016 у Wayback Machine.], Armenian National Institute, Inc. [Архівовано 19 вересня 2017 у Wayback Machine.]
30. ↑  Bolivia Plurinational Legislative Assembly, November 27, 2014 [Архівовано 1 червня 2017 у Wayback Machine.], Armenian National Institute, Inc. [Архівовано 19 вересня 2017 у Wayback Machine.]
31. ↑  Bolivia Plurinational Senate Assembly, June 3, 2015. Архів оригіналу за 9 червня 2016. Процитовано 29 травня 2016.
32. ↑  Brazil Federal Senate Legislation, May 21, 2015 [Архівовано 1 червня 2017 у Wayback Machine.], Armenian National Institute, Inc. [Архівовано 19 вересня 2017 у Wayback Machine.]
33. ↑  Vatican City Communique, November 10, 2000 [Архівовано 5 квітня 2015 у Wayback Machine.], Armenian National Institute, Inc. [Архівовано 19 вересня 2017 у Wayback Machine.]
34. ↑  Venezuela National Assembly Resolution, July 14, 2005 [Архівовано 3 квітня 2015 у Wayback Machine.], Armenian National Institute, Inc. [Архівовано 19 вересня 2017 у Wayback Machine.]
35. ↑  [Закон Армянской Советской Социалистической Республики «Об осуждении геноцида армян 1915 года в Османской Турции», Ведомости Верховного Совета Армянской ССР, 1988, 30 ноября, № 22, с. 312]
36. 1 2 3 4 5 6  Von Voss, Huberta (2007). Portraits of hope: Armenians in the contemporary world. Bergahn Books. с. 36. ISBN 978-1-84545-257-5.
37. ↑  U_S_ House of Representatives Joint Resolution [Архівовано 29 квітня 2015 у Wayback Machine.], Armenian National Institute, Inc. [Архівовано 19 вересня 2017 у Wayback Machine.]
38. ↑  Greece (Hellenic Republic) Parliament Resolution, April 25, 1996 [Архівовано 5 березня 2012 у Wayback Machine.], Armenian National Institute, Inc. [Архівовано 19 вересня 2017 у Wayback Machine.]
39. ↑  Canada House of Commons Resolution, April 23, 1996 [Архівовано 5 квітня 2015 у Wayback Machine.], Armenian National Institute, Inc. [Архівовано 19 вересня 2017 у Wayback Machine.]
40. ↑  Canada Senate Resolution, June 13, 2002 [Архівовано 2 квітня 2009 у Wayback Machine.], Armenian National Institute, Inc. [Архівовано 19 вересня 2017 у Wayback Machine.]
41. ↑  Canada House of Commons Resolution, April 21, 2004. Архів оригіналу за 1 червня 2017. Процитовано 31 жовтня 2010.
42. ↑  Cyprus House of Representatives Resolution, April 29, 1982. Архів оригіналу за 10 червня 2016. Процитовано 31 жовтня 2010.
43. ↑  Lithuania Assembly Resolution, December 15, 2005 [Архівовано 3 квітня 2015 у Wayback Machine.], Armenian National Institute, Inc. [Архівовано 19 вересня 2017 у Wayback Machine.]
44. ↑  Lebanon Chamber of Deputies Resolution, April 3, 1997 [Архівовано 5 квітня 2015 у Wayback Machine.], Armenian National Institute, Inc. [Архівовано 19 вересня 2017 у Wayback Machine.]
45. ↑  Grand Duchy of Luxembourg Chamber Resolution, April 15, 2015 [Архівовано 1 червня 2017 у Wayback Machine.], Armenian National Institute, Inc. [Архівовано 19 вересня 2017 у Wayback Machine.]
46. ↑  Netherlands Parliament Resolution, December 21, 2004 [Архівовано 4 квітня 2015 у Wayback Machine.], Armenian National Institute, Inc. [Архівовано 19 вересня 2017 у Wayback Machine.]
47. ↑  Germany Parliament Resolution, June 15, 2005 [Архівовано 9 квітня 2016 у Wayback Machine.], Armenian National Institute, Inc. [Архівовано 19 вересня 2017 у Wayback Machine.]
48. ↑  Paraguay Congress Declaration, October 29, 2015 [Архівовано 1 червня 2017 у Wayback Machine.], Armenian National Institute, Inc. [Архівовано 19 вересня 2017 у Wayback Machine.]
49. ↑  Poland Parliament Resolution, April 19, 2006 [Архівовано 5 квітня 2015 у Wayback Machine.], Armenian National Institute, Inc. [Архівовано 19 вересня 2017 у Wayback Machine.]
50. ↑  Russia Duma Resolution, april 14, 1995 [Архівовано 5 квітня 2015 у Wayback Machine.], Armenian National Institute, Inc. [Архівовано 19 вересня 2017 у Wayback Machine.]
51. ↑  Syria recognizes the Armenian Genocide committed by the Ottoman Empire. Архів оригіналу за 11 жовтня 2016. Процитовано 29 травня 2016.
52. ↑  Slovakia Resolution, November 30, 2004. Архів оригіналу за 1 червня 2017. Процитовано 31 жовтня 2010.
53. ↑  Statement by President Joe Biden on Armenian Remembrance Day. The White House. Архів оригіналу за 24 квітня 2021. Процитовано 24 квітня 2021.
54. ↑  Uruguay Senate and House of Representatives Resolution, April 20, 1965 [Архівовано 2 квітня 2009 у Wayback Machine.], Armenian National Institute, Inc. [Архівовано 19 вересня 2017 у Wayback Machine.]
55. ↑  Uruguay Law, March 26, 2004 [Архівовано 9 липня 2008 у Wayback Machine.], Armenian National Institute, Inc. [Архівовано 19 вересня 2017 у Wayback Machine.]
56. ↑  Bill adopted by the French National Assembly, May 28, 1998 [Архівовано 5 квітня 2015 у Wayback Machine.], Armenian National Institute, Inc. [Архівовано 19 вересня 2017 у Wayback Machine.]
57. ↑  Bill adopted by the French Senate, November 7, 2000 [Архівовано 20 липня 2008 у Wayback Machine.], Armenian National Institute, Inc. [Архівовано 19 вересня 2017 у Wayback Machine.]
58. ↑  French Law no. 2001-70 of January 29, 2001 [Архівовано 13 лютого 2009 у Wayback Machine.], relating to the recognition of the Armenian Genocide of 1915, Armenian National Institute, Inc. [Архівовано 19 вересня 2017 у Wayback Machine.]
59. ↑  (фр.) Legislative file [Архівовано 2 липня 2017 у Wayback Machine.], French National Assembly
60. ↑  Legislative file [Архівовано 2 липня 2017 у Wayback Machine.], French Senate
61. ↑  (фр.) Official text [Архівовано 10 жовтня 2018 у Wayback Machine.] of Law no. 2001-70 of January 29, 2001
62. ↑  Czech parliament panel passes Genocide centenary resolution, April 14, 2015. Архів оригіналу за 1 липня 2016. Процитовано 29 травня 2016.
63. ↑  Chile Senate Resolution, June 5, 2007 [Архівовано 5 квітня 2015 у Wayback Machine.], Armenian National Institute, Inc. [Архівовано 19 вересня 2017 у Wayback Machine.]
64. ↑  Switzerland (Helvetic Confederation) National Council Resolution, December 16, 2003 [Архівовано 5 квітня 2015 у Wayback Machine.], Armenian National Institute, Inc. [Архівовано 19 вересня 2017 у Wayback Machine.]
65. ↑  Recognition of the Armenian Genocide: List of countries. Архів оригіналу за 28 липня 2020. Процитовано 31 жовтня 2010.
66. ↑  Canadian Senator Serge Joyal (7 червня 2001). Recognition and Commemoration of Armenian Genocide. Архів оригіналу за 10 червня 2011. Процитовано 31 жовтня 2010.
67. ↑  Canadian Parliament recognises Armenian Genocide. CBC.ca. 25 квітня 2004. Архів оригіналу за лютий 7, 2007. Процитовано жовтень 31, 2010.
68. ↑  Basque Parliament recognises Armenian Genocide. Архів оригіналу за 11 березня 2016. Процитовано 31 жовтня 2010.
69. ↑  Catalonia Parliament recognises the Armenian Genocide. Архів оригіналу за 14 березня 2010. Процитовано 31 жовтня 2010.
70. ↑  CRIMEAN PARLIAMENT REFUSED TO CANCEL THE DECISION TO RECOGNIZE ARMENIAN GENOCIDE [Архівовано 2 вересня 2017 у Wayback Machine.], PanARMENIAN.Net (June 25, 2005)
71. ↑  Геноцид армян Armenian Genocide - Решение Черкасского областного совета о геноциде армян. www.genocide.org.ua. Архів оригіналу за 25 грудня 2015. Процитовано 25 грудня 2015.
72. ↑  Геноцид армян Armenian Genocide - Решение Полтавского областного совета о геноциде армян. www.genocide.org.ua. Архів оригіналу за 25 грудня 2015. Процитовано 25 грудня 2015.
73. ↑  Запорожские депутаты призвали Верховную Раду Украины почтить память жертв Геноцида армян. Архів оригіналу за 27 серпня 2017. Процитовано 11 березня 2020.
74. ↑  Home->Hansard & Papers->Legislative Assembly->17 April 1997, Armenian Genocide Commemoration Item 4 of 35 [Архівовано 19 січня 2012 у Wayback Machine.], Parliament of New South Wales [Архівовано 22 квітня 2016 у Wayback Machine.]
75. ↑  South Australia Passes Armenian Genocide Motion [Архівовано 14 вересня 2009 у Wayback Machine.] Armenian National Committee of Australia [Архівовано 21 березня 2012 у Wayback Machine.], 25 March 2009. Також Search of the Parliamentary database [Архівовано 3 березня 2017 у Wayback Machine.]
76. ↑  Scotland, North Ireland and Wales recognize Armenian Genocide. News.am. Архів оригіналу за 28 листопада 2020. Процитовано 2 червня 2016.
77. ↑  Indiana Becomes 48th State to Recognize the Armenian Genocide. Архів оригіналу за 19 березня 2018. Процитовано 14 грудня 2017.
78. ↑  Палата представників Конгресу США визнала «вірменський геноцид». Радіо Свобода (укр.). Архів оригіналу за 5 листопада 2019. Процитовано 16 березня 2020.
79. ↑  Сенат США одноголосно визнав геноцид вірмен - новини Еспресо TV | Україна. espreso.tv. Архів оригіналу за 1 жовтня 2020. Процитовано 16 березня 2020.
80. ↑  First Minister of Wales recognises the Armenian Genocide on Holocaust Memorial Day – European Armenian Federation. Eafjd.eu. Архів оригіналу за 20 липня 2011. Процитовано 20 квітня 2017.
81. ↑  Parliament of Scotland passes motion on Armenian Genocide. News.am. Архів оригіналу за 28 листопада 2020. Процитовано 2 червня 2016.